# 외사부
외사부(外舍部)는 백제의 관서이다.

## 개요
사비 천도 이후 재정된 백제의 외관 12부 중의 하나로, 관료의 인사관계를 담당했다.